# Luperus bimaculatus
Luperus bimaculatus là một loài bọ cánh cứng trong họ Chrysomelidae. Loài này được Perroud miêu tả khoa học năm 1864.